# Самбуру (народ)

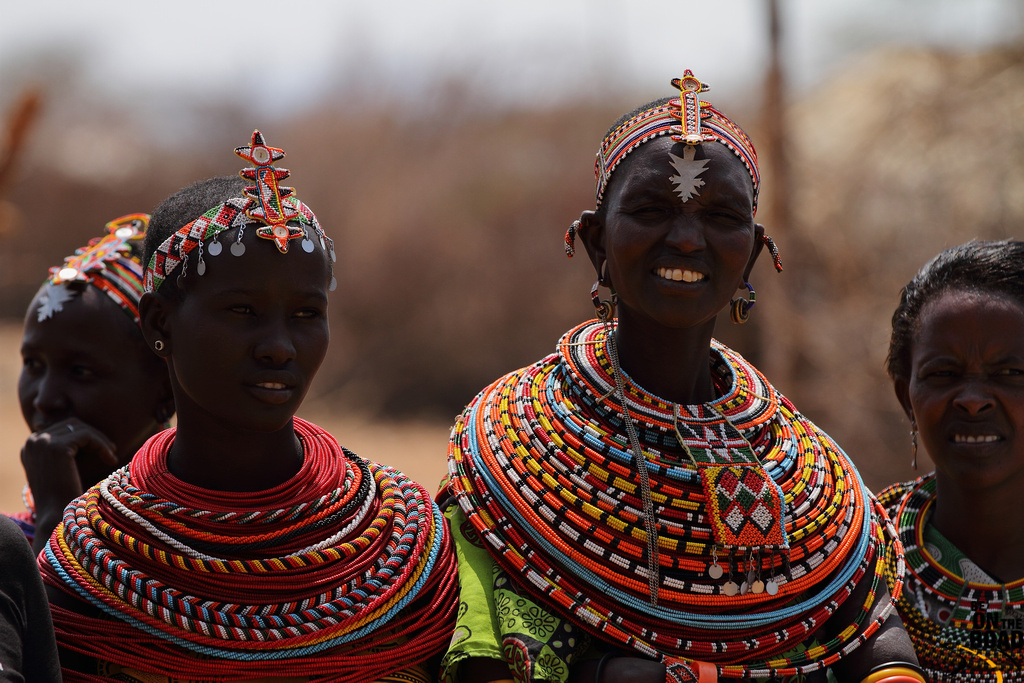
Жінки народу самбуру

Самбуру — напівкочовий нілотський народ, близькоспоріднений з масаями; населяє північ і центральні регіони Кенії. Самбуру живуть завдяки тваринництву: вирощують велику худобу, а також овець, кіз і верблюдів. У районі проживання самбуру розташовується однойменний національний заповідник.

## Походження і зовнішній вигляд

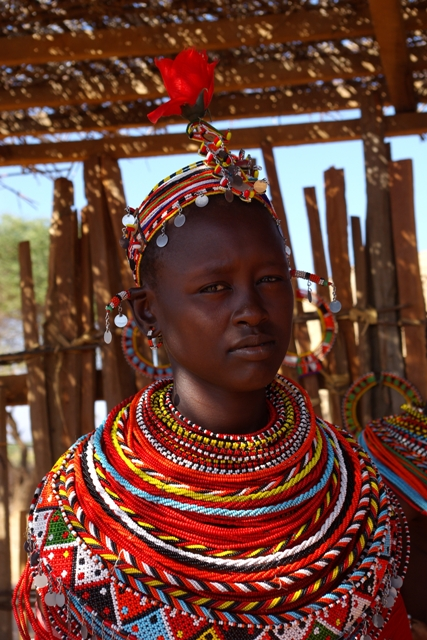
Жінка самбуру в традиційному багатошаровому намисті

Відокремлення від масаїв відбулося до 1600-го року, ще до цього самбуру разом з масаями імовірно мігрували на південь по  Великій долині. Від чамус самбуру відокремилися в 1840-ві, коли останніх відтіснив на північний схід народ туркана, а чамус залишилися жити біля озера Барінго. 50 років по тому, в 1890-і, масаї та самбуру сильно постраждали від епідемій людських хвороб і хвороб худоби, і туркана змусили самбуру піти на південь.
Майже всі самбуру живуть в однойменному окрузі. До появи міста Ісіоло на його місці розташовувалися пасовища самбуру, хоча в самому місті представників цього народу дуже мало. У XX столітті туркана, які колись воювали з самбуру, останні вже вважали останніми «нечистими» і «нижчими» відносно себе.
Завдяки міжнаціональним шлюбам з народами туркана, ренділле і борана вигляд самбуру дуже різниться, загальними ознаками можна вважати темну шкіру, чорне волосся і худорляву статуру. Коли британська армія уклала з масаями договір про переселення 1904 року, деякі з них сховалися серед самбуру, що також збільшило різноманітність зовнішності у людей цього народу.

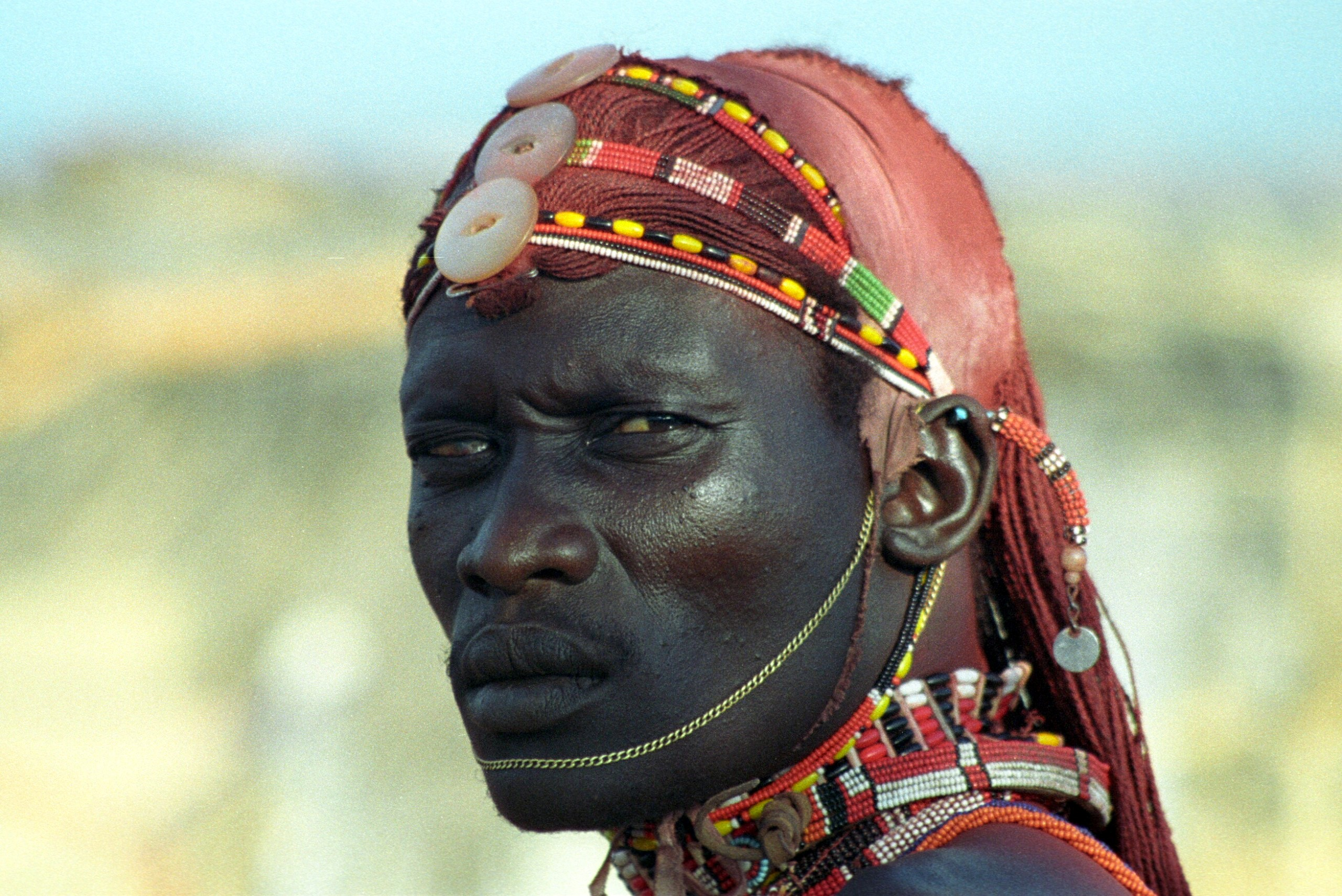
Чоловік самбуру з пофарбованими в червоний колір косами

До появи одягу цей народ одягав шкури, а жінки самбуру досі носять шкіряний фартух, хоча тепер на нього накидають матерчатий одяг. І чоловіки, і жінки можуть ходити топлес у неформальній обстановці, а в іншому випадку носять простий шматок тканини «канга», який, проте, зазвичай буває вкритий яскравими орнаментами. Важлива і обов'язкова частина наряду — безліч намист, орнаменти яких несуть або естетичну цінність, або є символами влади чи здатності до чаклунства. У 1990-х поступово в моду стали входити жіночі картаті спідниці.
Муррани (юнаки та чоловіки-воїни) багато часу приділяють причепурюванню, вони заплітають волосся в довгі коси, які вважаються дуже гарними, коси збривають з настанням старості. Волосся і тіло вони фарбують охрою. Жінки голять голову.

### Ілгіра
Ілгіра (самбуру ilgira, туркана ng'igirae) — змішаний субетнос самбуру і туркана. Зазвичай ілгіра стають чоловіки-туркана, які одружуються з жінками з самбуру, які при цьому зазвичай починають жити як самбуру, розмовляти їхньою мовою, а також (у разі досить молодого віку) піддаються обрізанню. При цьому «нижчий» статус туркана не зникає, наприклад, обрізання чоловікам-ілгіра роблять поза табором самбуру з міркувань збереження ритуальної чистоти. Якщо чоловік-ілгіра не проходить обрізання, то він може одружитися з жінкою-туркана, хоча подібні випадки рідкісні через те, що туркана стають ілгіра через бажання отримати у самбуру право на випас худоби і захист.

## Культура і релігія

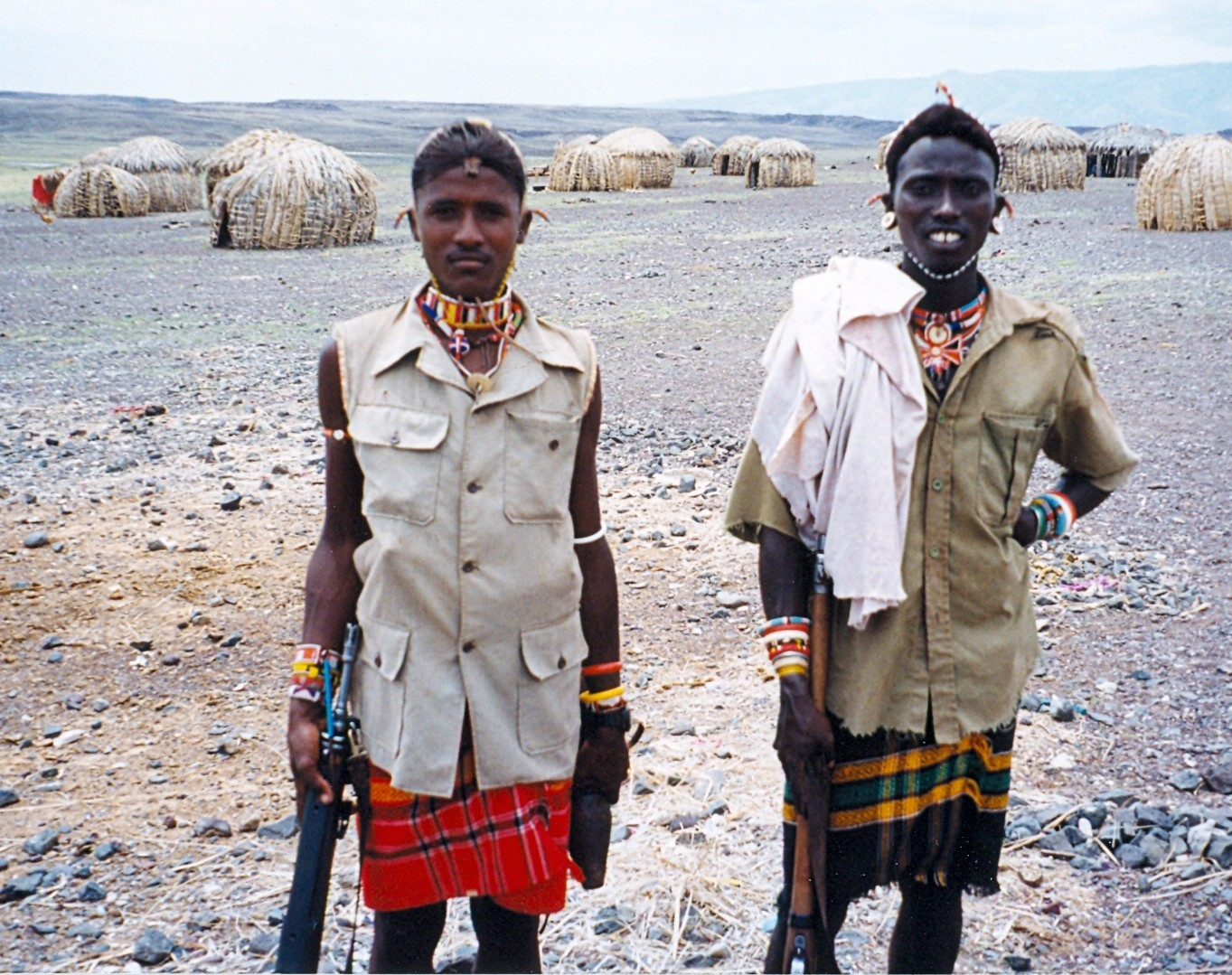
Воїни самбуру поблизу озера Туркана

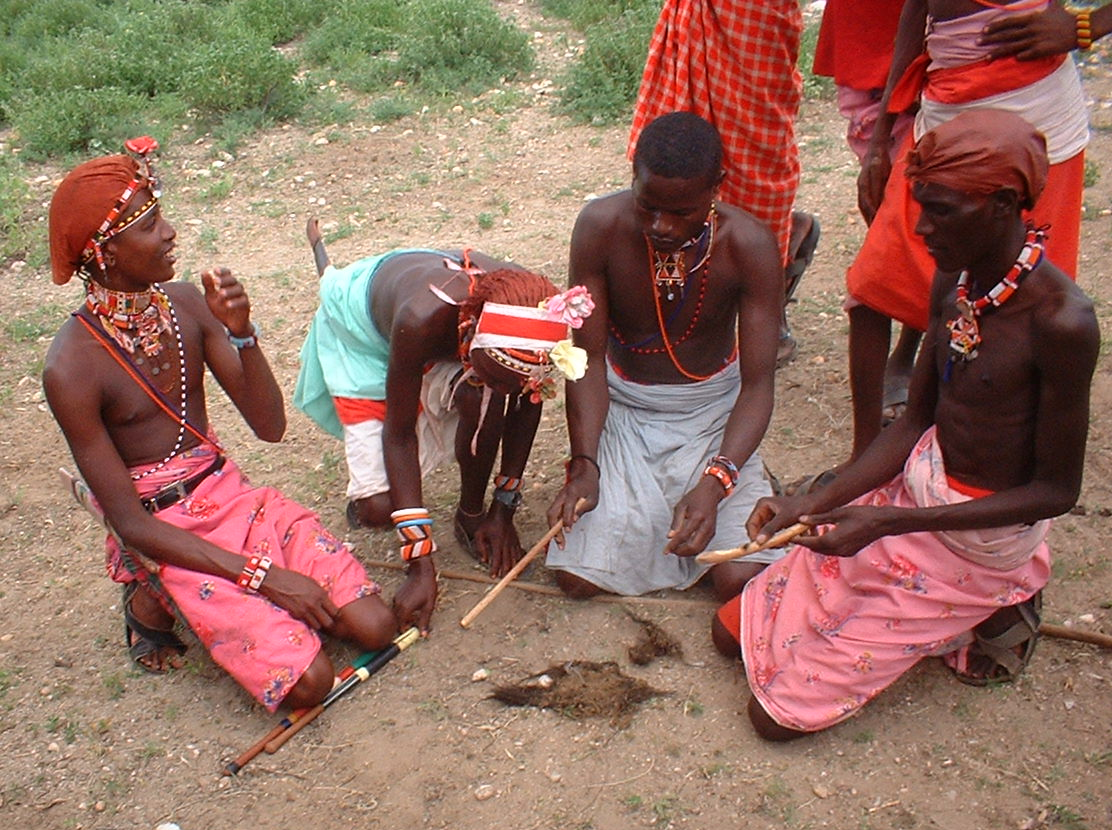
Чоловіки-самбуру розводять вогонь

Форма управління — геронтократія. Старійшини мають монополію на укладення шлюбів, що призводить до того, що у них може бути багато дружин у той час, коли молоді чоловіки до 30 років не отримують статусу дорослих. Все це, як наслідок, викликає боротьбу кланів, яка підігрівається зрадами дружин і крадіжкою худоби.
Самбуру зазвичай живуть у невеликих поселеннях по 1-5 сімей, по периметру поміщають паркан з колючого чагарнику . Самбуру практикують багатоженство, але кожна одружена жінка живе у власному будинку.
Діти зазвичай пасуть худобу (починаючи з 6-7 років); складніший випас в сухий сезон, коли до пасовища потрібно довго добиратися, виконують муррани. Чоловіки вважаються дітьми до колективного обрізання, однієї з найважливіших церемоній у житті самбуру, яке відбувається приблизно в 14 років і супроводжується пишним святкуванням. Після нього хлопчик вважається воїном (мурраном, murran); після того, як наступна група хлопчиків стане мурранами (тобто у віці близько 28 років), колишні муррани зголюють коси і переходять у групу старійшин. Дівчаток зазвичай видають у шлюб у 10-15 років, соціальний статус дружини покращується з віком і кожним народженням дитини; повага до неї приходить тоді, коли її сини починають ставати мурранами. Худоба може переходити у спадок тільки чоловікам, жінка може отримати її в подарунок, але лише щоб передати родині чоловіка. Зазвичай все стадо вважається власністю чоловіка. Жінки приносять воду і збирають дерево для вогнища, для чого доводиться багато кілометрів долати з важким вантажем, в той час як чоловіки після одруження можуть проводити дні в неробстві.
Самбуру монотеїсти-шаманісти. Вони вірять в те, що Богиня-Нкаї, близько асоційована з небом і дощем, є захисницею, але може й покарати молодого з волі старійшин за недостатню шанобливість. В такому разі слід попросити вибачення і запропонувати подарунок. Діти і молодь, особливо жіночої статі, іноді повідомляють про те, що Богиня їм привиділася. Шамани, за уявленнями самбуру, лікують хвороби і допомагають воїнам.

## Економіка і їжа
Самбуру традиційно займалися тільки скотарством і трохи збиранням, оскільки місця їх проживання дуже посушливі. Полювали тільки ті з низ, хто не мав худоби.
Молоко споконвіку було основною стравою цього народу, воно і в XXI столітті залишається важливою частиною дієти самбуру, його п'ють свіжим і кислим. М'ясо корів їдять зазвичай на церемоніях або коли вони вмирають; дрібніших тварин поїдають частіше, хоча й нерегулярно. Останнім часом самбуру все більше починають користуватися грошима (переважно від продажу худоби), на які зазвичай купують кукурудзу для приготування каші. Звичний напій — чай, його п'ють з великою кількістю цукру і молоком; він вважається їжею. Кров вважається продуктом харчування, її отримують як від зарізаних тварин, так і від живих. З крові готують багато страв.
Мурранам заборонено їсти будь-яку їжу, яку бачили жінки, крім молока.

## В західній культурі

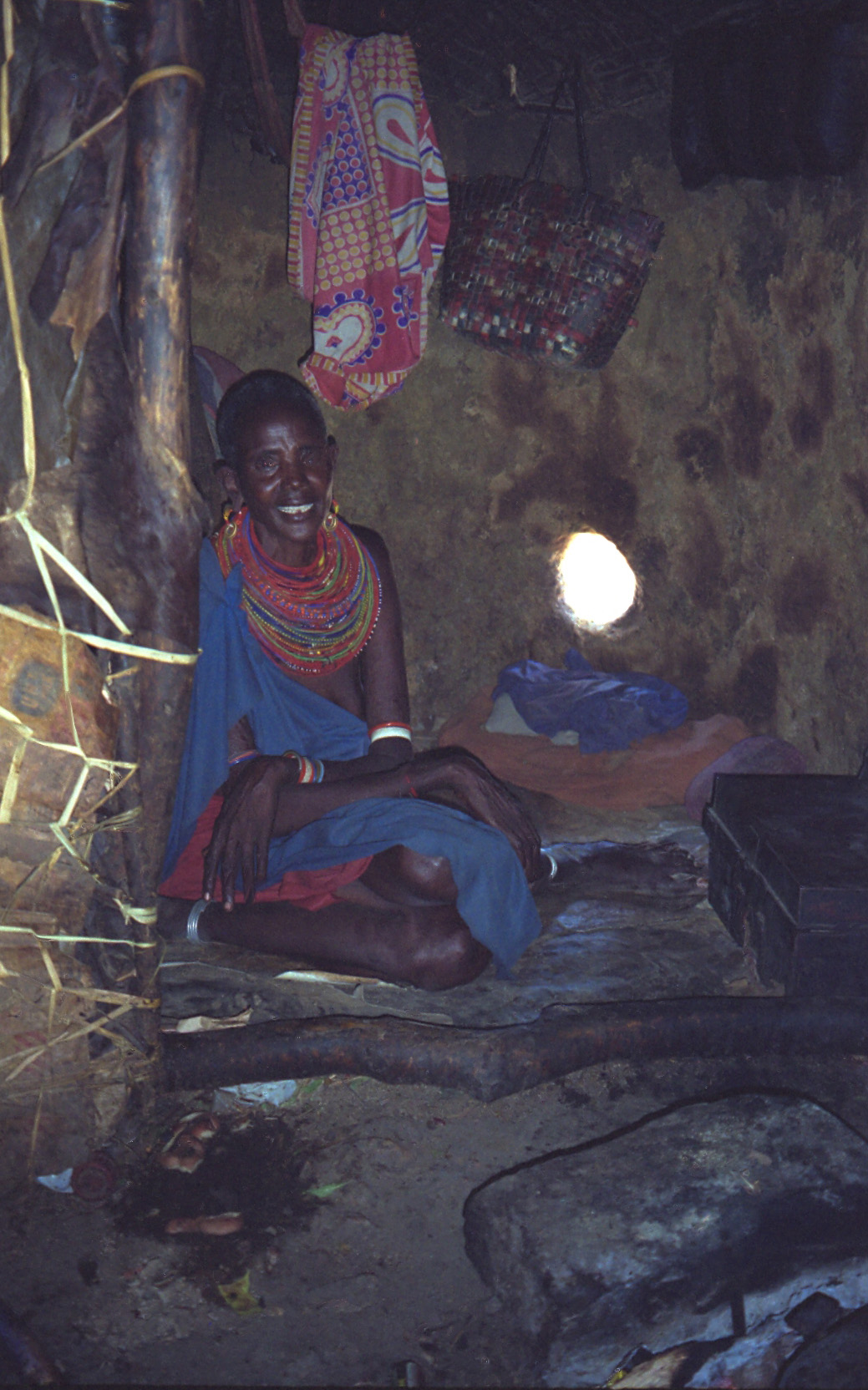
Інтер'єр будинку

Самбуру часто стають об'єктом зображення в західній масовій культурі, від голлівудських фільмів і популярних передач до статей у великих ЗМІ. В таких публікаціях висвітлюються яскраві традиції цього народу, проте при цьому може страждати точність і правдивість зображення. Одна з перших появ самбуру на екрані відбулася 1953 року у фільмі Джона Форда «Могамбо»: самбуру виконували ролі в масовці, а головні ролі зіграли Ава Гарднер, Кларк Гейбл і Грейс Келлі.
У 1990-х роках 300 самбуру вирушили в Південну Африку, щоб виконати ролі супротивників Кевіна Бейкона в баскетбольній комедії «The Air Up There», їх називають «The Wonaabe». Іноді в кадрі самбуру грали споріднений народ масаїв, наприклад, у фільмі «Примара і Темрява» з Майклом Дугласом. У фільмі 2005 року «Біла масаї» про німкеню, яка закохалася в чоловіка з народу самбуру, масаїв також змішують з самбуру. Танці самбуру показані в рекламі MasterCard[джерело?]. Бігуни-самбуру фігурували також у рекламному ролику Nike кінця 1980-х років, в якому слова молодого самбуру перекладено англійською як слоган компанії «Just Do It». Антрополог Лі Кронк (англ. Lee Cronk, побачивши рекламу, повідомив компанії Nike і ЗМІ, що молодий воїн говорить "Я не хочу ці. Дай мені великі черевики (англ. I don’t want these. Give me big shoes). Nike визнала, що вони вирішили, що «ніхто в Америці не зрозуміє, що він говорить».
Подібне нерозуміння культури самбуру демонструють провідні ЗМІ, коли створюють некваліфіковані репортажі. Наприклад, CNN стверджувала, що у самбуру існує недосліджена традиція давати дівчинці безліч намиста, що дозволяє дарувальнику ґвалтувати її, незважаючи на те, що антропологічні дослідження, засновані на довгострокових спостереженнях, показують аналогічність цієї практики тому, як у західних країнах молодь «зустрічається» і ходить на побачення. У статті 2009 року газета NBCNews.com повідомила про те, що конфлікт між народами самбуру і покот спалахнув через голод, викликаний тим, що обидві сторони розвели більше худоби, ніж могла прогодувати земля.